# 燃える仏像人間
『燃える仏像人間』（もえるぶつぞうにんげん）は、2013年5月18日に公開されたアニメーション映画である。映像表現で劇メーションという手法が用いられている。監督は本作がデビュー作である宇治茶（うじちゃ）。

## 概要
京都嵯峨芸術大学で教鞭をとる安斎レオが、宇治茶の制作する劇メーションに注目し、長編映画の製作を持ちかけたことが製作のきっかけとなった。劇メーションは過去にテレビアニメ『妖怪伝 猫目小僧』で用いられているが、その後に長編の映像が作られることはなかった。
2010年に「Moe-butsu」というタイトルで企画が始動した。当初は実写作品として考えられていたが、安斎の提案で宇治茶の劇メーションで作られることが決まった。2012年公開を目指して製作が始動したが、宇治茶による作画時間が予想より膨大になったため、製作は遅れて2013年の公開となった。
本作の応援として、『とっとこハム太郎』の原作者である河井リツ子が、応援キャラクター「チナボウ」を描いている。
本作の冒頭と最後には3分程度の実写パートがあり、声優の井口裕香、俳優の北岡龍貴が登場する。

## あらすじ
仏像盗難事件が多発する京都。主人公の紅子は両親を何者かに惨殺され、身寄りのない彼女は両親の知人である円汁の寺に住み込むことになる。円汁は仏像と人間の融合を研究しており、いろんな事件の黒幕的存在だった。すべてを知った紅子は、両親のカタキを討つために自ら仏像と融合し、円汁と戦うのだった。

## キャスト
- 紅子 - 井口裕香
- 円汁 - 寺田農
- ベニラ - 原知佐子
- 円嗣 - 北岡龍貴
- 天の声 - 星光子
- 天の声/アニシ - レイパー佐藤
- シージィ - 渡辺裕薫
- 紅子の父 - 保山宗明玉
- ボサコ - 春日萌花
- 小坊主 - 花井なお、酒井一圭、加藤礼次朗、虹友美、高橋沙織、平井駿佑

## スタッフ
- 監督・脚本：宇治茶
- 製作：西村よしたか、柴﨑和則、伊藤穀彦
- 製作総指揮：森田一人
- 原作・プロデューサー：安齋レオ
- 作画・撮影・編集：宇治茶
- 共同脚本：中沢健
- 音楽監督：ジャン＝ポール高橋
- 三味線：虹友美
- サウンドエフェクト：せきやこうぞう
- エディター：板橋昭夫
- ミキサー：宮﨑優二
- アフレコ演出：伊藤毅彦
- 総合演出補：丸山祐司
- タイトルデザイン：奥田明日香、奥田哲史
- 作画協力：川口洋子、佐川真紀
- 撮影協力：鷲尾祐一
- 制作：ムービーファクトリー
- 編集・MA：テレトップ
- 特別協力：よしもとクリエイティブ・エージェンシー
- 配給・宣伝：インターフィルム

### 実写パート
- 絵コンテ・演出：安斎レオ
- 出演
  - 少女 - 井口裕香
  - 執事 - 北岡龍貴

## 主題歌
「Moe-Butsu」
作詞：安斎レオ、作曲：ジャン＝ポール高橋、歌：桜 稲垣早希

## 賞歴
- ゆうばり国際ファンタスティック映画祭2013：正式招待作品
- チョンジュ国際映画祭（韓国）：正式招待作品（韓国）
- ニッポンコネクション映画祭（ドイツ）
- 第11回アニローグ国際アニメーション映画祭（ハンガリー）：正式招待作品
- 第17回文化庁メディア芸術祭:エンターテイメント部門優秀賞[3]